# Natació als Jocs Olímpics d'estiu de 2012 - relleus 4x200 metres lliures femenins

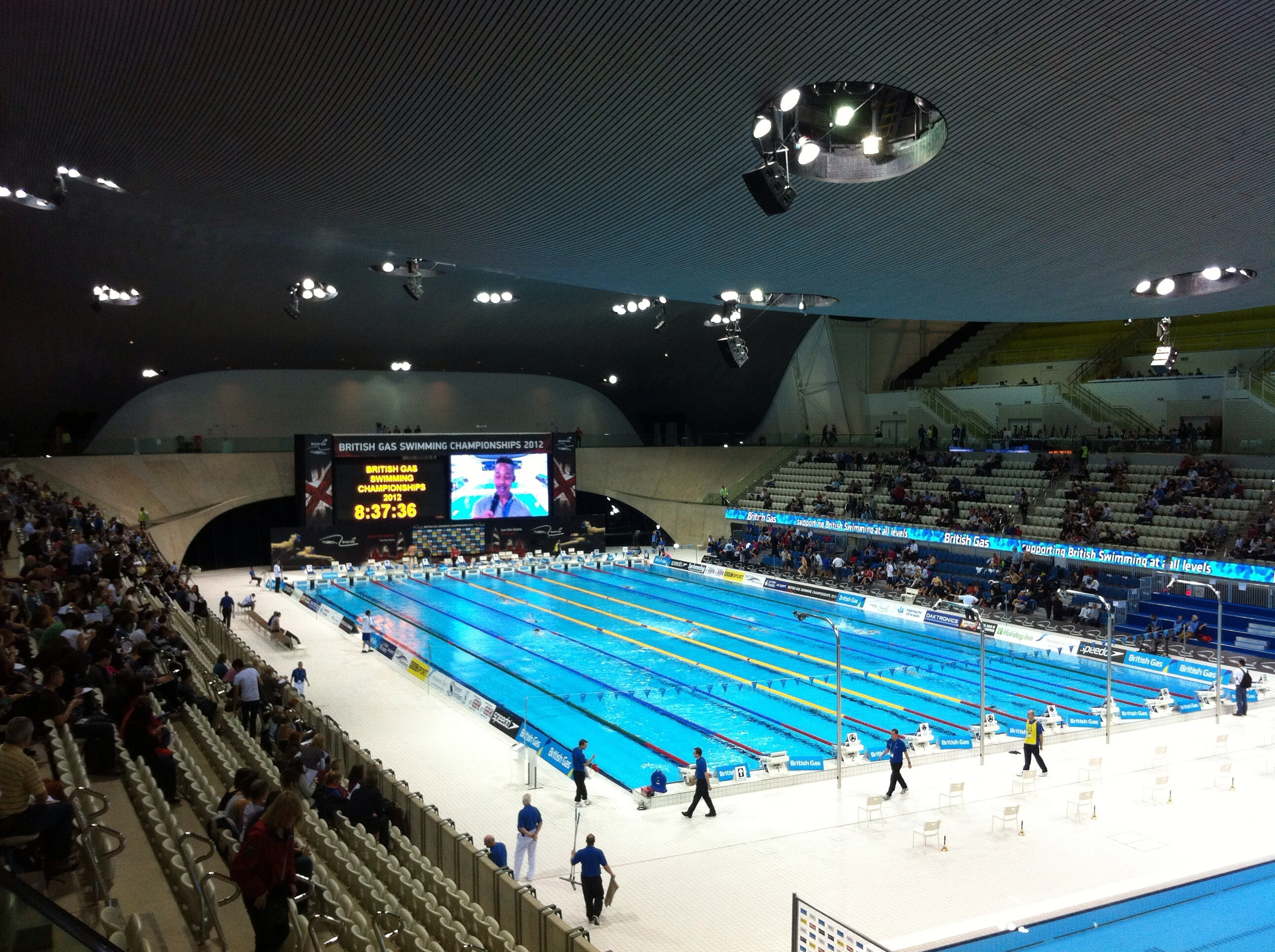
Imatge interior de la seu esportiva de la prova.

La prova dels relleus 4x200 metres lliures femenins dels Jocs Olímpics d'Estiu de 2012 es va disputar l'1 d'agost al London Aquatics Centre.

## Rècords
Abans de la prova els rècords del món i olímpic existents eren els següents:
| Rècord del món | R.P. de la Xina · Yang Yu (1:55.47) · Zhu Qianwei (1:55.79) · Liu Jing (1:56.09) · Pang Jiaying (1:54.73)            | 7:42.08 | 30 de juliol de 2009 | Roma (Itàlia) | [ 2 ] [ 3 ] |
| Rècord olímpic | Austràlia · Stephanie Rice (1:56.60) · Bronte Barratt (1:56.58) · Kylie Palmer (1:55.22) · Linda Mackenzie (1:55.91) | 7:44.31 | 14 d'agost de 2008   | Pequín (Xina) | [ 4 ]       |

Durant la competició es produeixen els següents rècords en aquesta prova:
| Data         | Prova | Nom | Temps   | Rècord |
| ------------ | ----- | --- | ------- | ------ |
| 28 de juliol | Final | Estats Units · Missy Franklin (1:55.96) · Dana Vollmer (1:56.02) · Shannon Vreeland (1:56.85) · Allison Schmitt (1:54.09) | 7:42.92 | OR     |

## Medallistes
| Or | Plata | Bronze |
| Estats Units · Missy Franklin, Dana Vollmer, Shannon Vreeland, · Allison Schmitt, Alyssa Anderson*, Lauren Perdue* | Austràlia · Bronte Barratt, Melanie Schlanger, Kylie Palmer, · Alicia Coutts, Brittany Elmslie*, Angie Bainbridge*, · Jade Neilsen*, Blair Evans* | França · Camille Muffat, Charlotte Bonnet, Ophélie-Cyrielle Étienne, · Coralie Balmy, Margaux Farrell*, Mylène Lazare* |

Els indicats amb un * sols van prendre part en les sèries preliminars

## Resultats

### Sèries
| Pos. | Sèrie | Línia | País            | Nedadors                                                                             | Temps   | Notes |
| ---- | ----- | ----- | --------------- | ------------------------------------------------------------------------------------ | ------- | ----- |
| 1    | 1     | 4     | Austràlia       | Brittany Elmslie Angie Bainbridge Jade Neilsen Blair Evans                           | 7:49.44 | Q     |
| 2    | 2     | 4     | Estats Units    | Lauren Perdue Shannon Vreeland Alyssa Anderson Dana Vollmer                          | 7:50.75 | Q     |
| 3    | 1     | 5     | Canadà          | Barbara Jardin Samantha Cheverton Amanda Reason Brittany MacLean                     | 7:50.84 | Q     |
| 4    | 2     | 6     | Itàlia          | Alice Mizzau Alice Nesti Diletta Carli Federica Pellegrini                           | 7:52.75 | Q     |
| 5    | 1     | 3     | França          | Ophélie-Cyrielle Étienne Margaux Farrell Mylene Lazare Camille Muffat                | 7:52.88 | Q     |
| 6    | 2     | 5     | R.P. de la Xina | Zhu Qianwei Liu Jing Chen Qian Pang Jiaying                                          | 7:53.66 | Q     |
| 7    | 1     | 6     | Regne Unit      | Caitlin McClatchey Rebecca Turner Ellie Faulkner Joanne Jackson                      | 7:54.31 | Q     |
| 8    | 1     | 2     | Japó            | Haruka Ueda Hanae Ito Yayoi Matsumoto Aya Takano                                     | 7:54.56 | Q     |
| 9    | 2     | 3     | Hongria         | Agnes Mutina Zsuzsanna Jakabos Katinka Hosszu Evelyn Verraszto                       | 7:54.58 |       |
| 10   | 1     | 1     | Espanya         | Melania Costa Schmid Patricia Castro Ortega Lídia Morant Varó Mireia Belmonte García | 7:54.59 | NR    |
| 11   | 2     | 2     | Nova Zelanda    | Tash Hind Samantha Lucie-Smith Amaka Gessler Melissa Ingram                          | 7:55.92 |       |
| 12   | 1     | 7     | Rússia          | Mariya Baklakova Elena Sokolova Veronika Popova Daria Belyakina                      | 7:56.50 |       |
| 13   | 2     | 7     | Alemanya        | Silke Lippok Theresa Michalak Annika Bruhn Daniela Schreiber                         | 7:58.93 |       |
| 14   | 2     | 1     | Eslovènia       | Sara Isakovic Anja Klinar Ursa Bezan Mojca Sagmeister                                | 8:04.69 |       |
| 15   | 1     | 8     | Ucraïna         | Daryna Zevina Ganna Dzerkal Darya Stepanyuk Iryna Glavnyk                            | 8:12.67 |       |
| 16   | 2     | 8     | Polònia         | Katarzyna Wilk Karolina Szczepaniak Diana Sokolowska Aleksandra Putra                | 8:13.76 |       |

### Final
| Pos.   | Línia | País            | Nedadors | Temps   | Notes  |
| ------ | ----- | --------------- | --- | ------- | ------ |
| Or     | 5     | Estats Units    | Missy Franklin (1:55.96) Dana Vollmer (1:56.02) Shannon Vreeland (1:56.85) Allison Schmitt (1:54.09)           | 7:42.92 | OR, AM |
| Argent | 4     | Austràlia       | Bronte Barratt (1:55.76) Melanie Schlanger (1:55.62) Kylie Palmer (1:56.91) Alicia Coutts (1:56.12)            | 7:44.41 |        |
| Bronze | 2     | França          | Camille Muffat (1:55.51) Charlotte Bonnet (1:57.78) Ophélie-Cyrielle Étienne (1:58.05) Coralie Balmy (1:56.15) | 7:47.49 | NR     |
| 4      | 3     | Canadà          | Barbara Jardin () Samantha Cheverton () Amanda Reason () Brittany Maclean ()                                   | 7:50.65 |        |
| 5      | 1     | Regne Unit      | Caitlin McClatchey () Rebecca Turner () Hannah Miley () Joanne Jackson ()                                      | 7:52.37 |        |
| 6      | 7     | R.P. de la Xina | Shija Wang () Ye Shiwen () Liu Jing () Tang Yi ()                                                              | 7:53.11 |        |
| 7      | 6     | Itàlia          | Alice Mizzau () Alice Nesti () Diletta Carli () Federica Pellegrini ()                                         | 7:56.30 |        |
| 8      | 8     | Japó            | Haruka Ueda () Hanae Ito () Yayoi Matsumoto () Aya Takano ()                                                   | 7:56.73 |        |

OR - Rècord Olímpic / NR - Rècord nacional / AM - Rècord d'Amèrica